# Alosa squamopinnata
Alosa squamopinnata és una espècie de peix de la família dels clupeids i de l'ordre dels clupeïformes.